# Kasapsko, Smolean
Kasapsko (în bulgară Касапско) este un sat în comuna Madan, regiunea Smolean,  Bulgaria. 

## Demografie
Componența etnică a satului Kasapsko
     Bulgari (40,74%)
     Nicio identificare (59,25%)
     Altele (0%)
La recensământul din 2011, populația satului Kasapsko era de 27 locuitori. Nu există o etnie majoritară, locuitorii fiind  și bulgari (40,74%). Pentru 59,25% din locuitori nu este cunoscută apartenența etnică.